# Ograjden (massif)
Pour l’article homonyme, voir Ograjden.
L'Ograjden (en bulgare et en macédonien, Огражден) est un massif montagneux situé sur la frontière entre la Bulgarie et la Macédoine du Nord. La partie bulgare est incluse dans l'oblast de Blagoevgrad et la partie macédonienne dans la région du Sud-Est. Le massif est bordé par les villes de Stroumitsa et de Petritch et son point culminant, l'Ograjdenets, situé dans sa partie macédonienne, atteint 1 744 mètres d'altitude.

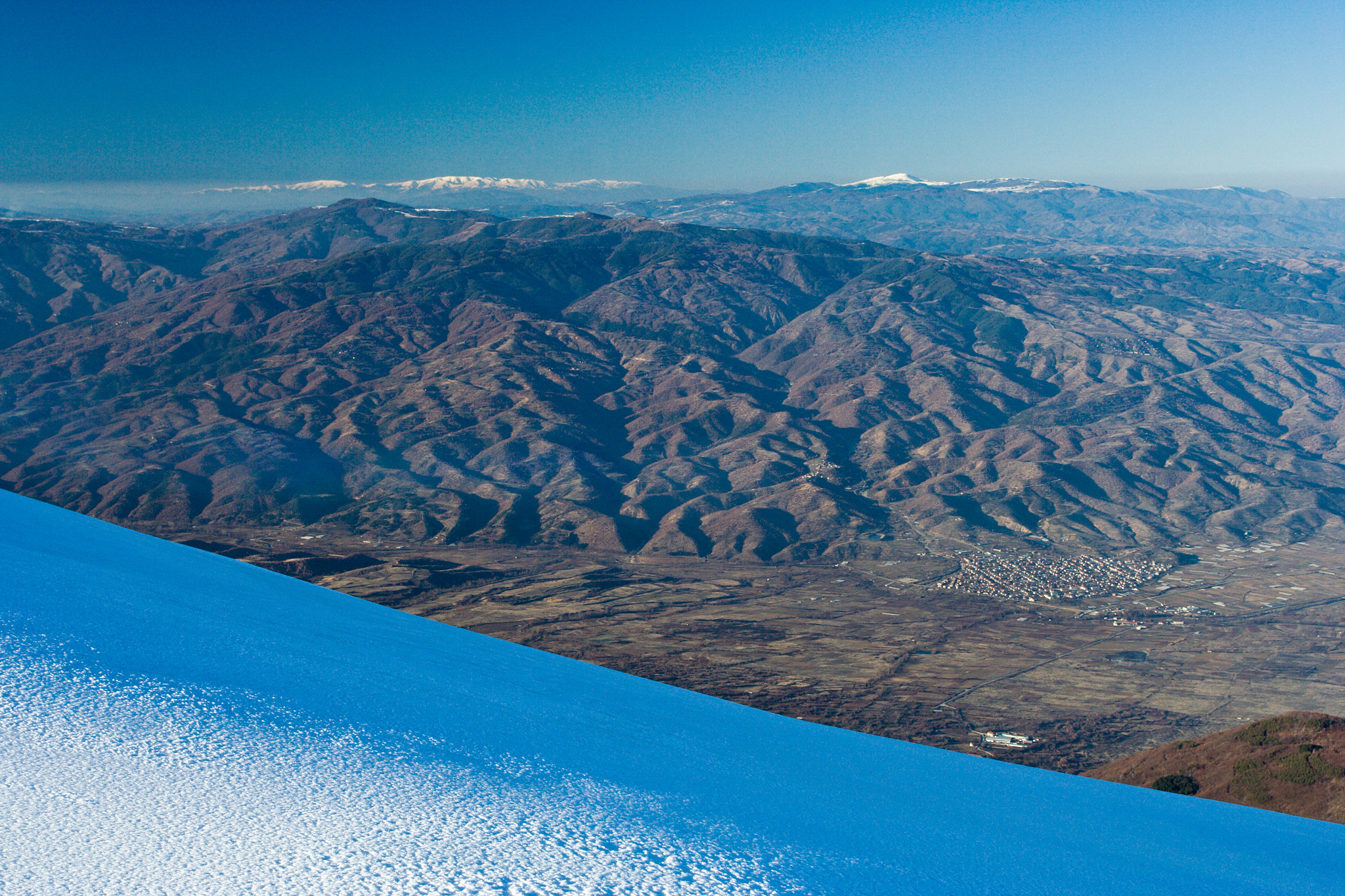
L'Ograjden vu depuis le sommet de la Belassitsa ; la vallée de la Stroumitsa sépare les deux massifs.
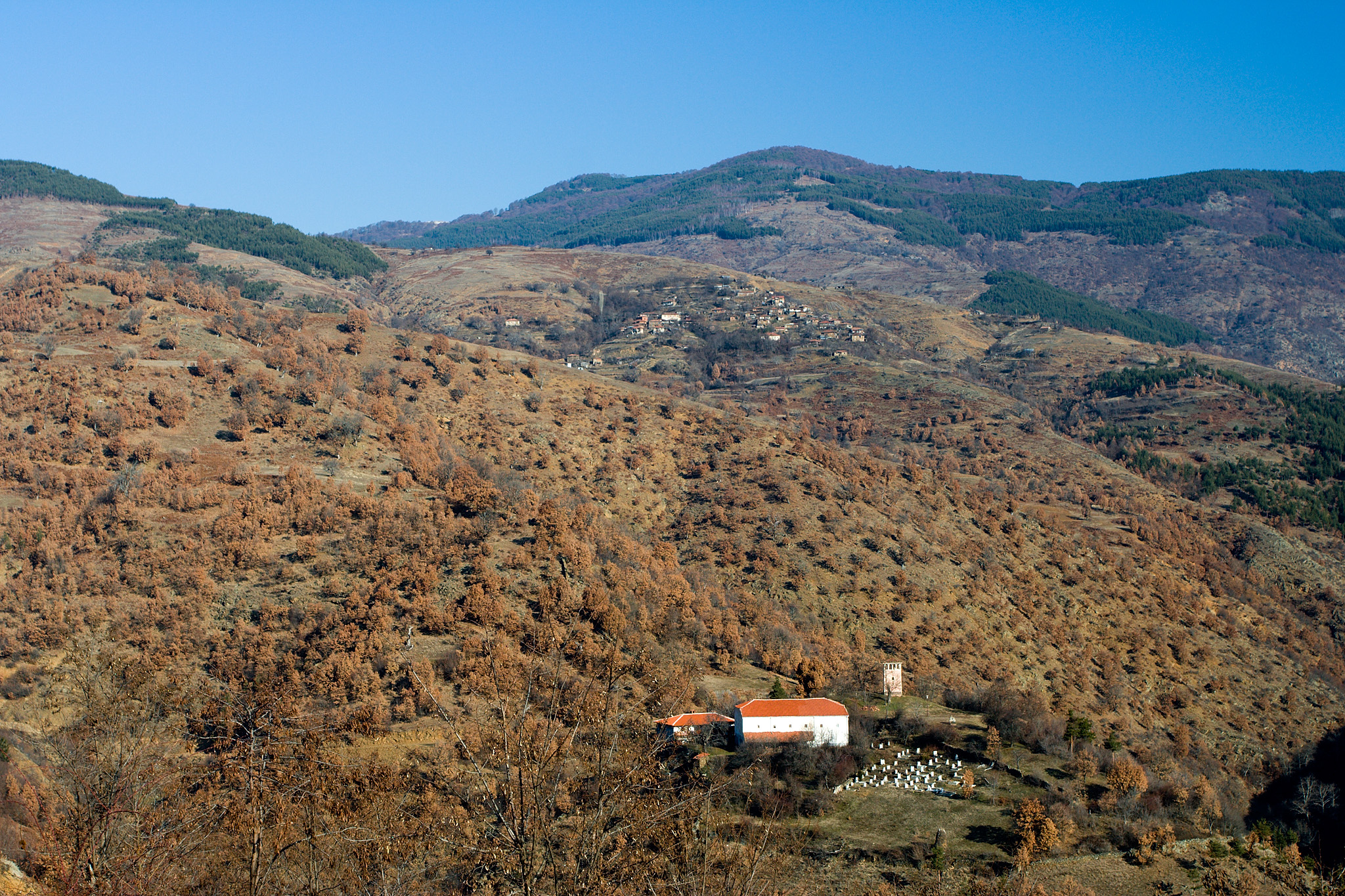
Le versant bulgare du massif.